# Route nationale 43 (Madagascar)
Pour les articles homonymes, voir Route nationale 43.
La route nationale 43 (N 43) est une route nationale s'étendant de Analavory jusqu'à Ambohibary à Madagascar,.

## Description
La route nationale 43 parcourt 133 km dans les régions de Vakinankaratra et d'Itasy.

## Parcours
Du nord au sud :
- Analavory - (croisement de la N 1 près de Sambaina)
- Ampefy
- Soavinandriana
- Faratsiho
- Ambohibary - (croisement de la N 7)